# Arzacq-Arraziguet
Arzacq-Arraziguet is een gemeente in het Franse departement Pyrénées-Atlantiques (regio Nouvelle-Aquitaine). De plaats maakt deel uit van het arrondissement Pau. Arzacq-Arraziguet telde op 1 januari 2022 1.052 inwoners.

## Geografie
De oppervlakte van Arzacq-Arraziguet bedroeg op 1 januari 2022 15,26 vierkante kilometer; de bevolkingsdichtheid was toen 68,9 inwoners per km².

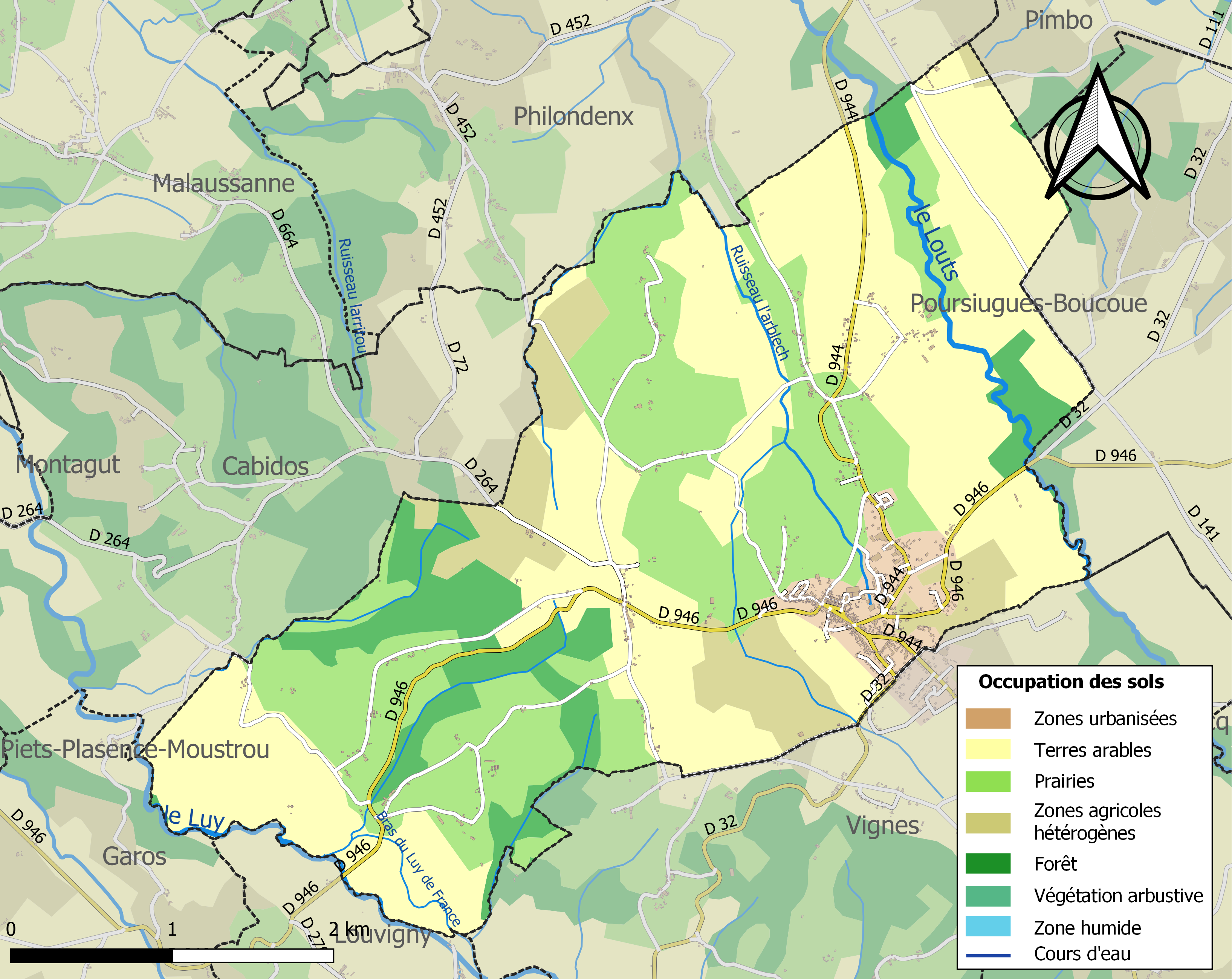
Kaart van de gemeente met belangrijkste infrastructuur, bodemgebruik en omliggende gemeenten

## Demografie
De figuur toont het verloop van het inwonertal (bron: INSEE-tellingen).